# بودو روش
بودو روش (بالرومانية: Podu Roș)‏هو حي في مدينة ياش الرومانية.

## التسمية
سُمي بهذا الاسم لوجود مكان قريب من نهر باهلوي للإعدام, وبالتالي اكتسب النهر اللون الأحمر مع العلم أن النهر يمر بحي بودو ورش. أما السبب الثاني, يرجع إلى لون الأحمر للستائر في بيوت الدعارة.